# Larnod
Larnod ist eine französische Gemeinde mit 784 Einwohnern (Stand: 1. Januar 2022) im Département Doubs in der Region Bourgogne-Franche-Comté. Sie gehört zum Arrondissement Besançon und ist Mitglied im Gemeindeverband Grand Besançon Métropole. Die Bewohner werden Larnodiens und Larnodiennes genannt.

## Geographie
Larnod liegt auf 425 m, etwa sieben Kilometer südwestlich der Stadt Besançon (Luftlinie). Das Dorf erstreckt sich an aussichtsreicher Lage auf einem Höhenrücken am westlichen Rand des Juras, zwischen den Tälern von Doubs im Norden und Loue im Süden.
Die Fläche des 4,05 km² großen Gemeindegebiets umfasst einen Abschnitt des westlichen Juras. Der nördliche Teil des Gebietes wird von der Höhe von Larnod eingenommen, die in geologisch-tektonischer Hinsicht zum System der Jura-Randkette gehört. Mit 470 m wird hier die höchste Erhebung von Larnod erreicht. Vor allem gegen Westen fällt die Kette beim Aussichtspunkt Rocher de Valmy (406 m) steil gegen das Doubstal ab. Nach Süden öffnet sich ein Tälchen, dessen Bach nach kurzer Laufstrecke im verkarsteten Untergrund des ersten Juraplateaus versickert. Mit einem schmalen Streifen erstreckt sich das Gemeindeareal südwärts bis auf die waldigen Höhen des Grand Bois (446 m) am Rand des Loue-Tals.
Nachbargemeinden von Larnod sind Avanne-Aveney und Beure im Norden, Pugey im Osten, Chenecey-Buillon im Süden sowie Busy und Rancenay im Westen.

## Geschichte
An einem römischen Verkehrsweg zwischen Besançon und Lyon gelegen, war das Gemeindegebiet von Larnod vermutlich schon sehr früh besiedelt. Der Ortsname hat vermutlich sehr alte Wurzeln und bedeutet so viel wie Bergdorf (aus den indoeuropäischen Wortstämmen lar (Dorf) und nor (Berg)). Seit dem Mittelalter unterstand Larnod der Herrschaft Arguel und bildete nach dem Bau des Schlosses 1634 unter deren Oberhoheit eine eigene kleine Herrschaft. Zusammen mit der Franche-Comté gelangte das Dorf mit dem Frieden von Nimwegen 1678 definitiv an Frankreich. Kirchlich war Larnod vom Nachbarort Pugey abhängig, bis der Erzbischof den Dorfbewohnern Ende des 18. Jahrhunderts die Erlaubnis gab, eine eigene Kapelle zu bauen.

## Sehenswürdigkeiten
Die Kapelle von Larnod wurde Anfang des 19. Jahrhunderts erbaut. Auf dem Aussichtspunkt Rocher de Valmy über dem Doubstal steht ein monumentales Kreuz, das an die französische Widerstandsbewegung während des Zweiten Weltkrieges erinnert.

## Bevölkerung
| Jahr                       | 1962 | 1968 | 1975 | 1982 | 1990 | 1999 | 2018 |
| Einwohner                  | 179  | 216  | 306  | 514  | 649  | 647  | 773  |
| Quellen: Cassini und INSEE |      |      |      |      |      |      |      |

Mit 784 Einwohnern (Stand 1. Januar 2022) gehört Larnod zu den kleinen Gemeinden des Départements Doubs. Nachdem die Einwohnerzahl in der ersten Hälfte des 20. Jahrhunderts stets im Bereich zwischen 90 und 140 Personen gelegen hatte, wurde seit Beginn der 1960er Jahre ein markantes Bevölkerungswachstum verzeichnet. Seither hat sich die Einwohnerzahl mehr als verdreifacht.

## Wirtschaft und Infrastruktur
Larnod war lange Zeit ein vorwiegend durch die Landwirtschaft (Ackerbau, Obstbau und Viehzucht) geprägtes Dorf. Daneben gibt es heute einige Betriebe des lokalen Kleingewerbes. Mittlerweile hat sich das Dorf auch zu einer Wohngemeinde gewandelt. Viele Erwerbstätige sind deshalb Wegpendler, die in der Agglomeration Besançon ihrer Arbeit nachgehen.
Die Ortschaft ist verkehrstechnisch gut erschlossen. Die Hauptzufahrt erfolgt von der Hauptstraße N83, die von Besançon nach Lons-le-Saunier führt. Der nächste Anschluss an die Autobahn A36 befindet sich in einer Entfernung von ungefähr zwölf Kilometern. Weitere Straßenverbindungen bestehen mit Beure und Pugey.